# Felix Konstandeliasz
Felix Konstandeliasz, född 26 mars 1999, är en svensk fotbollsspelare.

## Klubbkarriär
Konstandeliasz inledde karriären i Dalby GIF. Som tolvåring gjorde han flytten till Malmö FF.
Hösten 2017 skrev Felix Konstandeliasz, som en av sex talanger, på ett lärlingskontrakt med Malmö FF. Seniordebuten kom därefter i den första träningsmatchen 2018. Den 20 januari fick nämligen Konstandeliasz speltid i 1-0-segern mot Fremad Amager.
Den allsvenska debuten följde därefter den 18 april 2018. I 0-3-förlusten mot Djurgårdens IF, i den fjärde omgången, byttes Konstandeliasz in i den 82:a minuten och avverkade därmed sina första minuter i den högsta serien.
Den 8 januari 2019 lånades Konstandeliasz ut till Mjällby AIF på ett låneavtal över säsongen 2019. Efter säsongen 2019 erbjöds inte Konstandeliasz något nytt kontrakt i Malmö FF och han lämnade klubben.
Den 22 december 2019 värvades Konstandeliasz av Lunds BK. I januari 2021 gick han till Torns IF. I januari 2022 återvände Konstandeliasz till Lunds BK.

## Spelstil
Felix Konstandeliasz är en vänsterfotad mittfältare som kan spela såväl centralt som på kanten. Efter att ha blivit uppflyttad i Malmö FF:s seniortrupp beskrev han sig själv som en teknisk och bolltrygg spelare med en fin spelförståelse. 

## Personligt
Namnet 'Konstandeliasz' kommer från Grekland, där Felix morfar kommer ifrån.